# Plantel da All Elite Wrestling
All Elite Wrestling (AEW) é uma promoção de luta profissional americana fundada em 2019. O pessoal da AEW consiste em lutadores profissionais, gerentes, comentaristas e locutores, locutores de ringue, entrevistadores, árbitros, treinadores e vários outros cargos. Executivos também estão listados.
AEW é a promoção irmã da Ring of Honor (ROH) e tem parcerias com as promoções japonesas New Japan Pro-Wrestling (NJPW), e sua promoção irmã World Wonder Ring Stardom (Stardom), e CyberFight - abrangendo Pro Wrestling Noah (NOAH), DDT Pro-Wrestling (DDT), e Tokyo Joshi Pro Wrestling (TJPW), Lucha Libre AAA Worldwide (AAA) do México, e Revolution Pro Wrestling do Reino Unido (RevPro). Lutadores e outras personalidades dessas promoções também poderão fazer aparições periódicas em eventos da AEW. Também são observados campeonatos de promoções irmãs/parceiras atualmente realizadas por lutadores da AEW que foram defendidos na programação da AEW.
AEW também tem um centro de treinamento conhecido como Nightmare Factory, que é de propriedade do lutador/treinador da AEW Q. T. Marshall; os estagiários das instalações também podem fazer aparições em eventos da AEW e na programação da AEW.

## Família Khan
A família Khan são os fundadores, proprietários e altos executivos da AEW.
| Nome no ringue | Nome real   | Notas                                                                              |
| -------------- | ----------- | ---------------------------------------------------------------------------------- |
| Shahid Khan    | Shahid Khan | Sócio Investidor principal                                                         |
| Tony Khan      | Antony Khan | Fundador Sócio Presidente Chief Executive Officer Diretor Geral Produtor executivo |

## Plantel

### Divisão Masculina

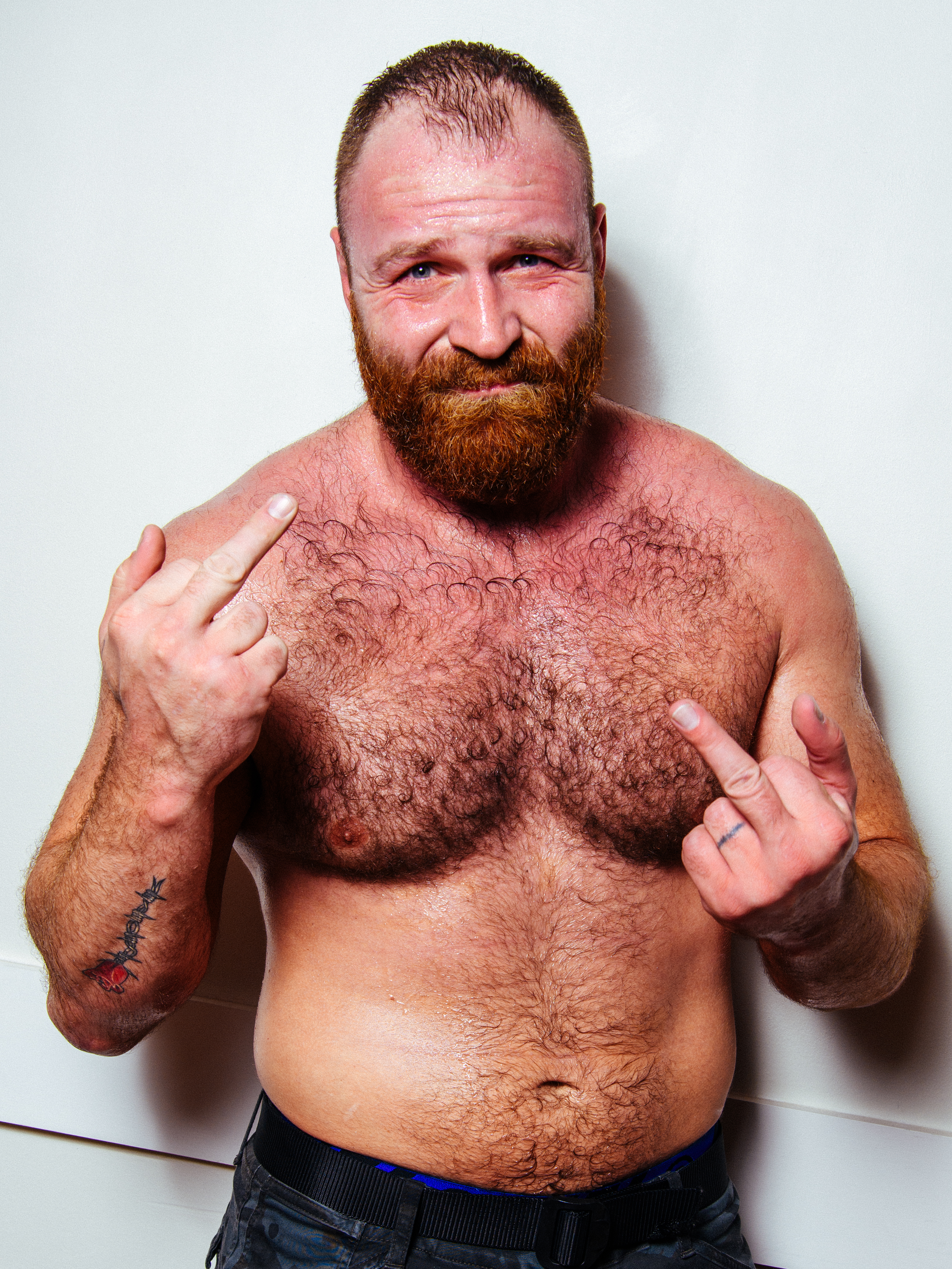
Jon Moxley

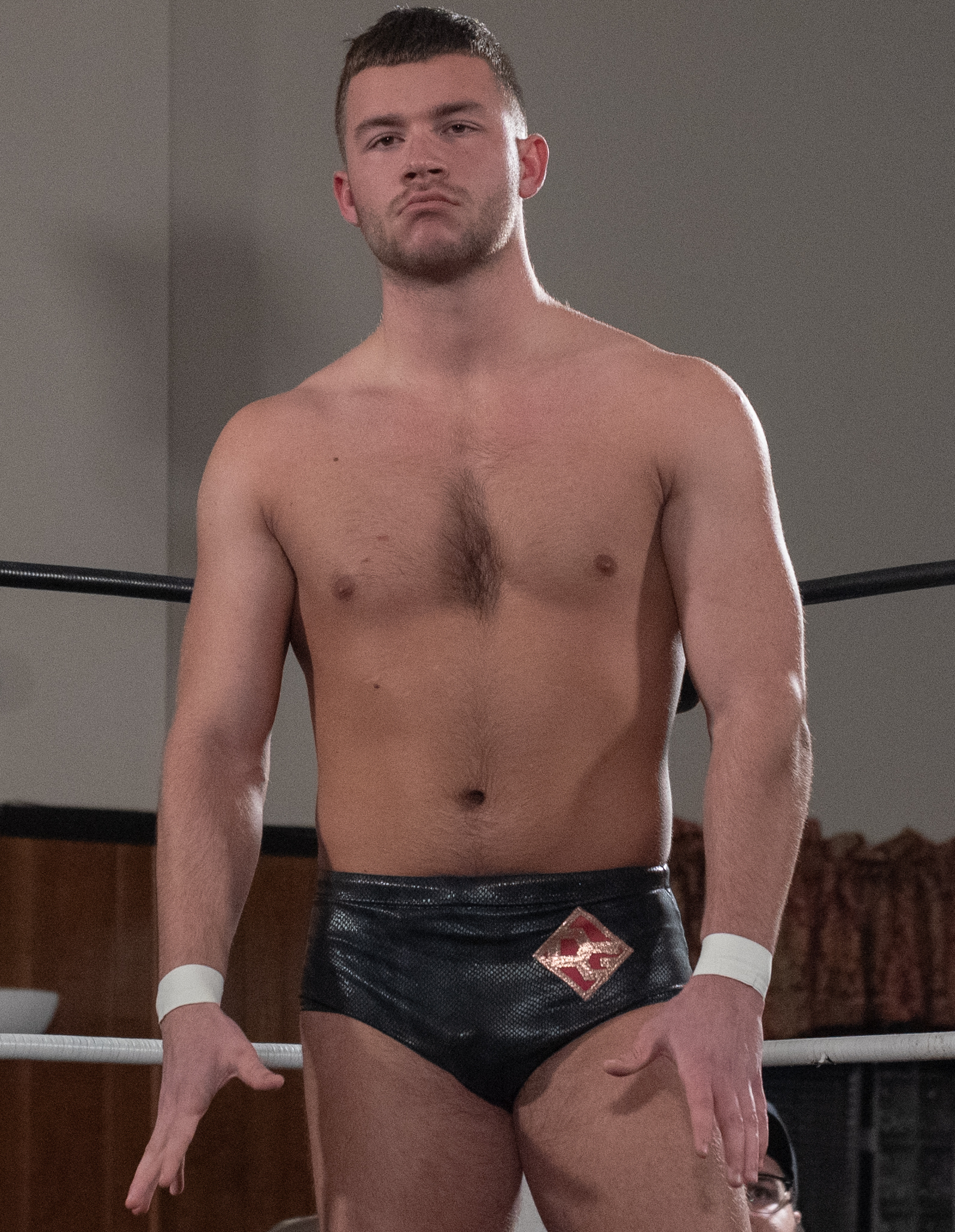
Daniel Garcia

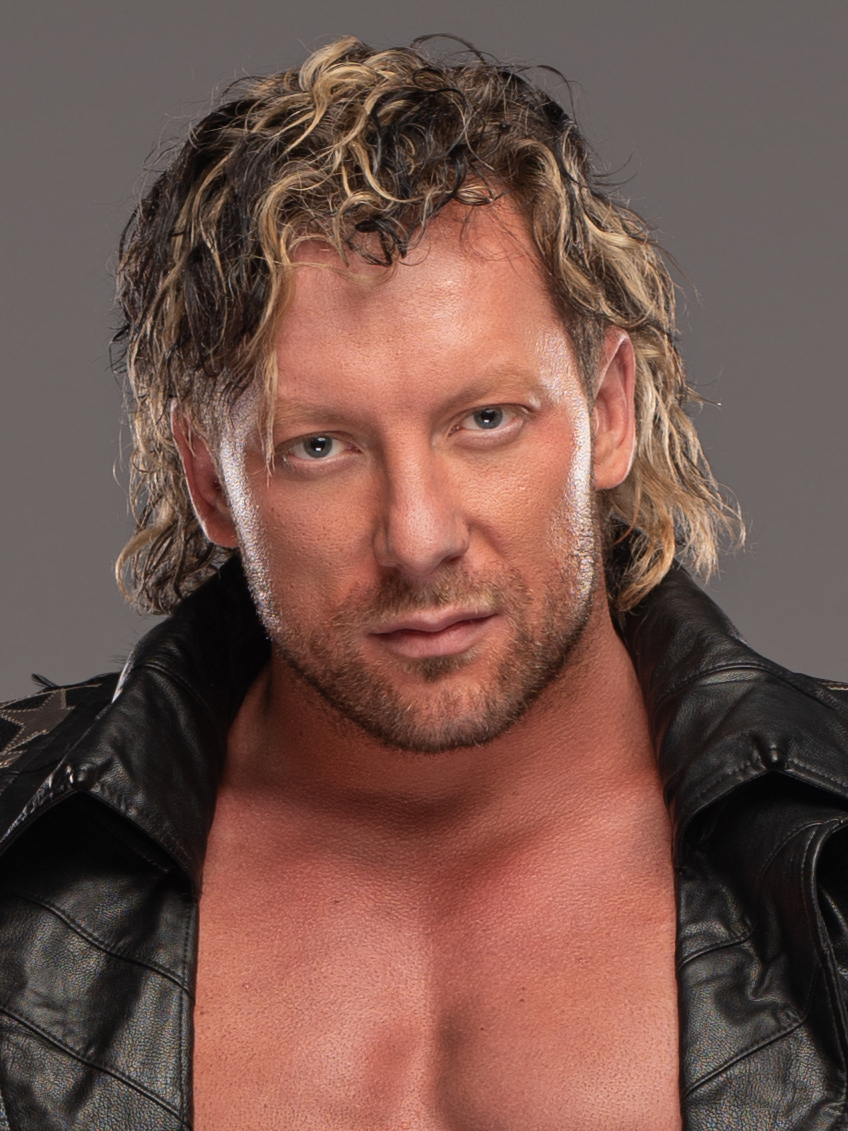
Kenny Omega

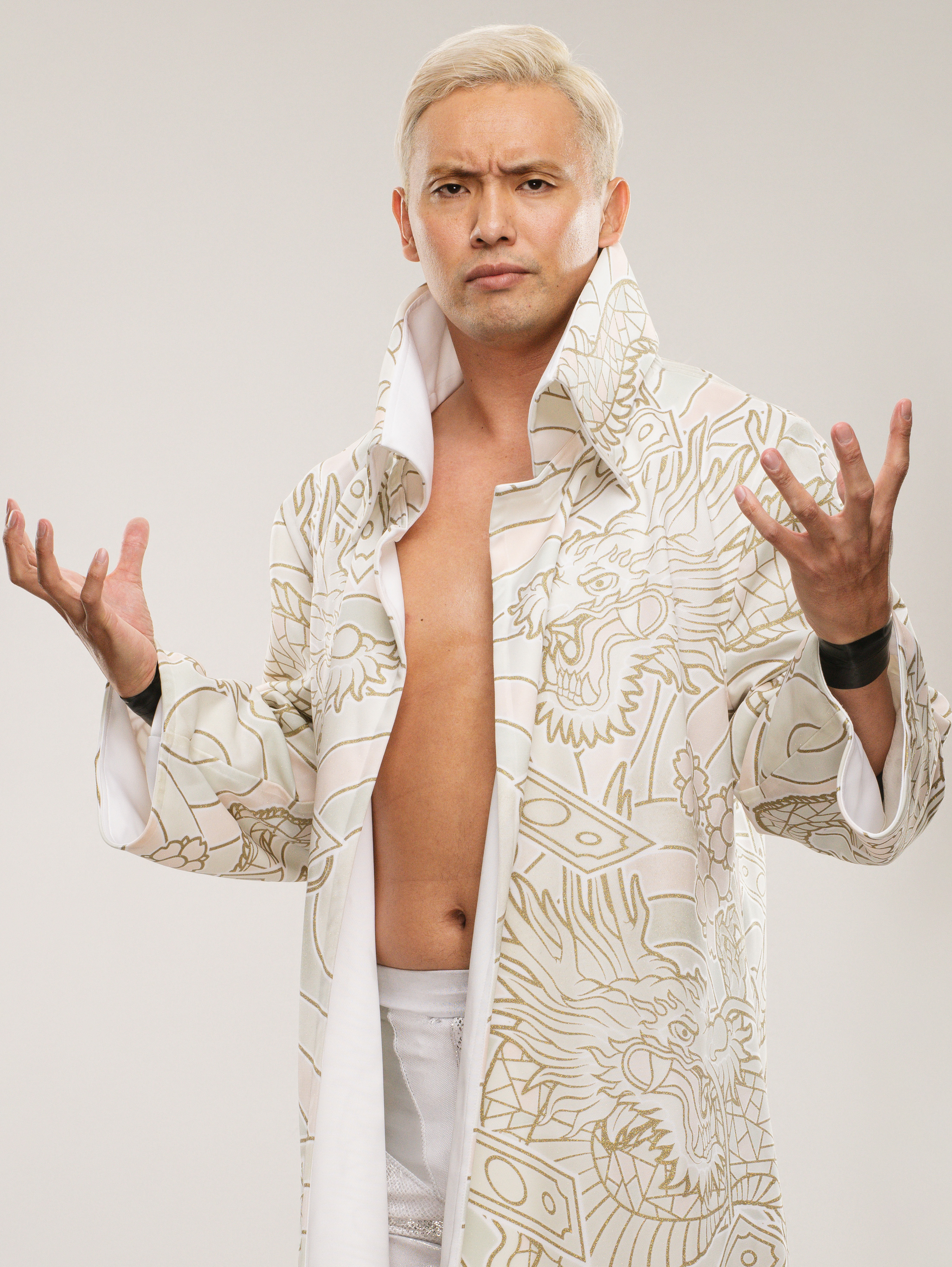
Kazuchika Okada

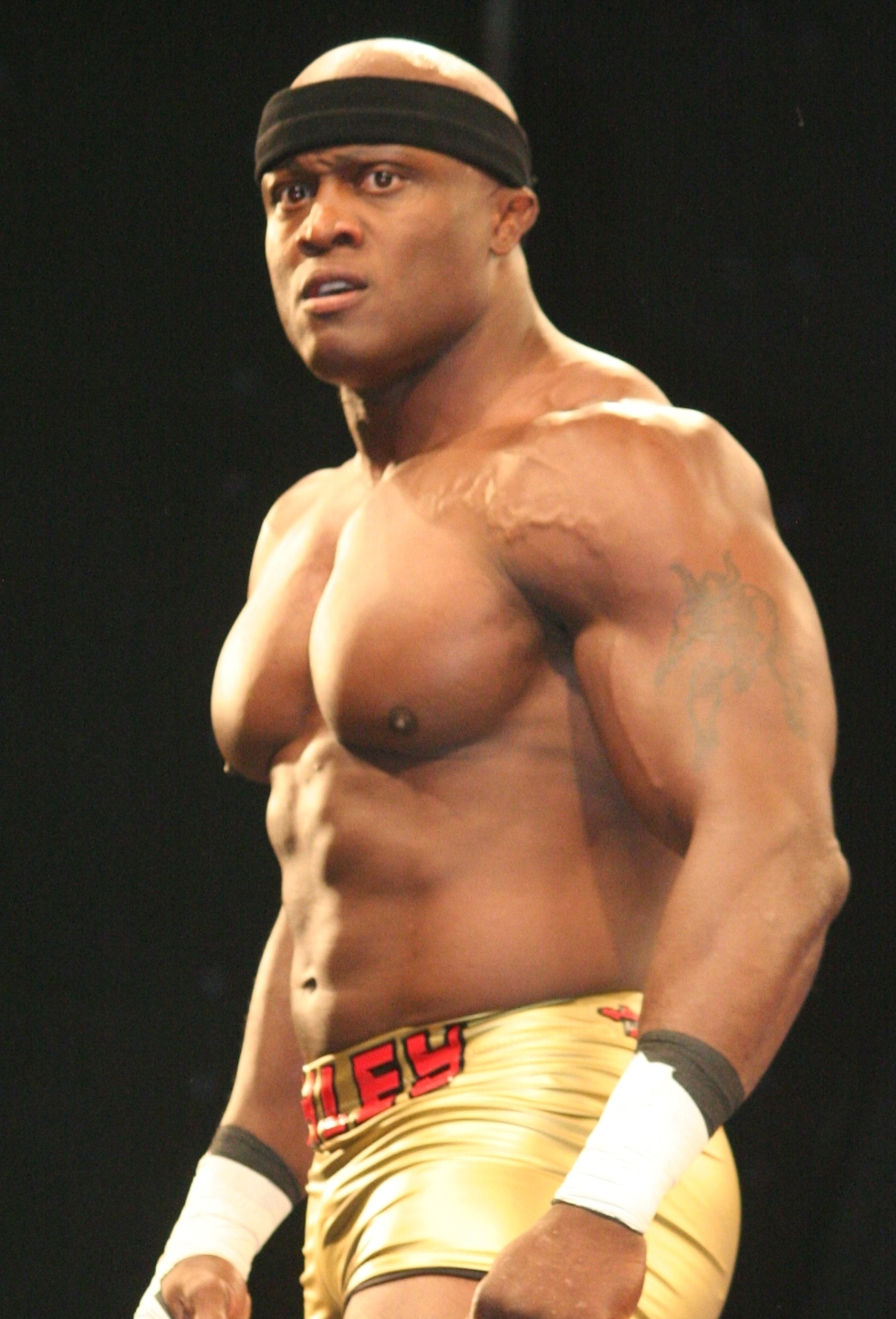
Bobby Lashley

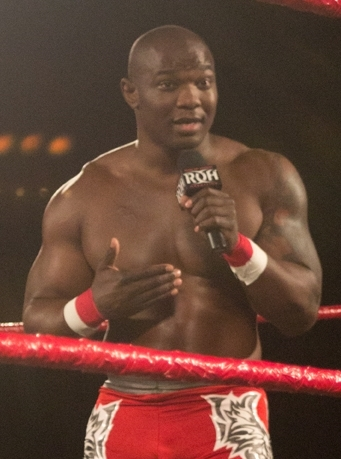
Shelton Benjamin

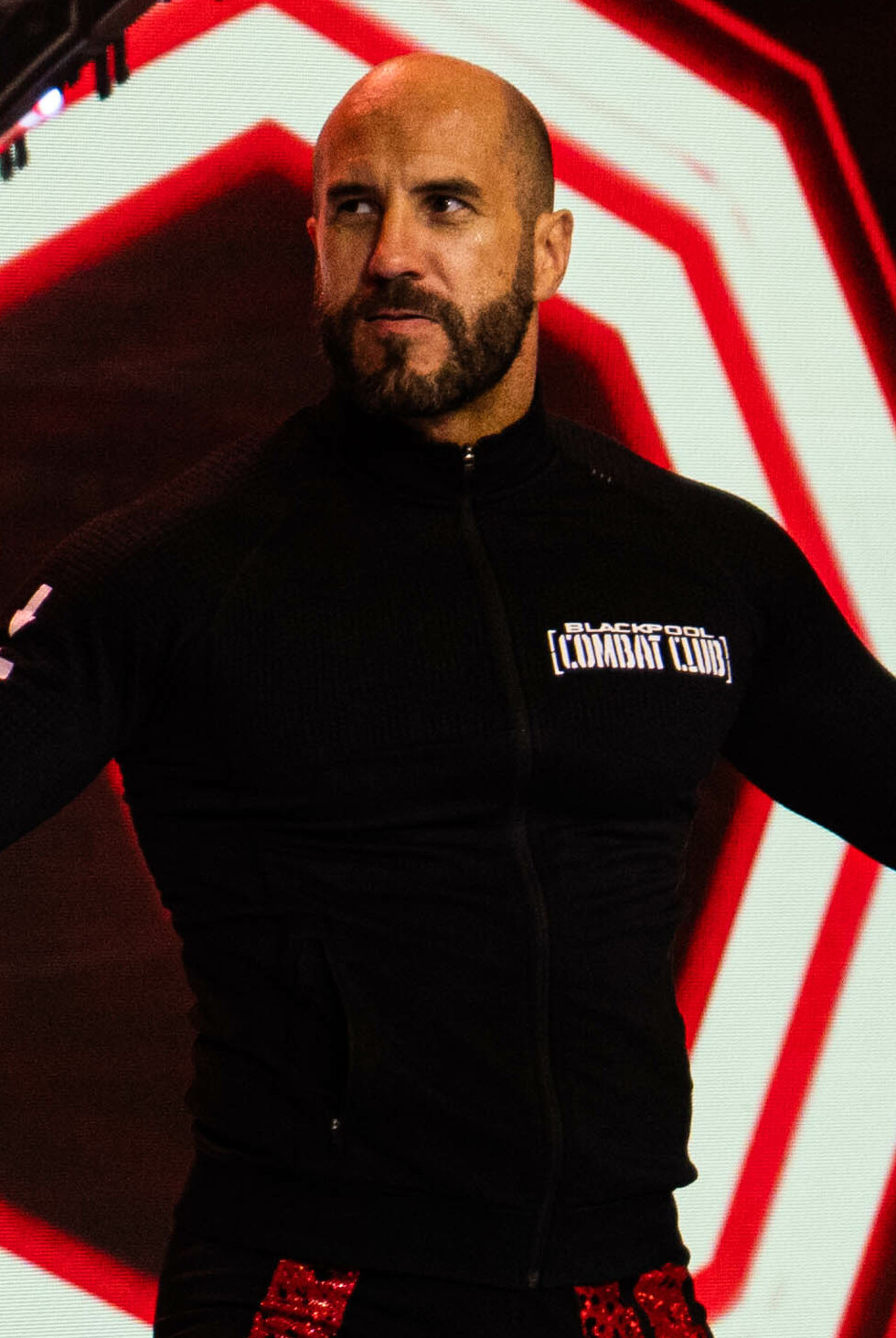
Claudio Castagnoli

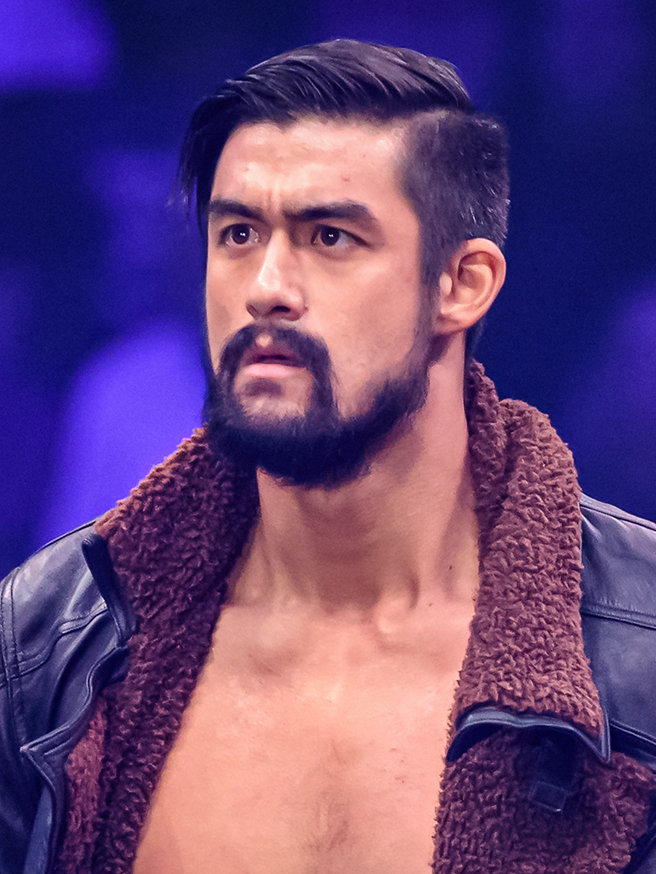
Wheeler Yuta

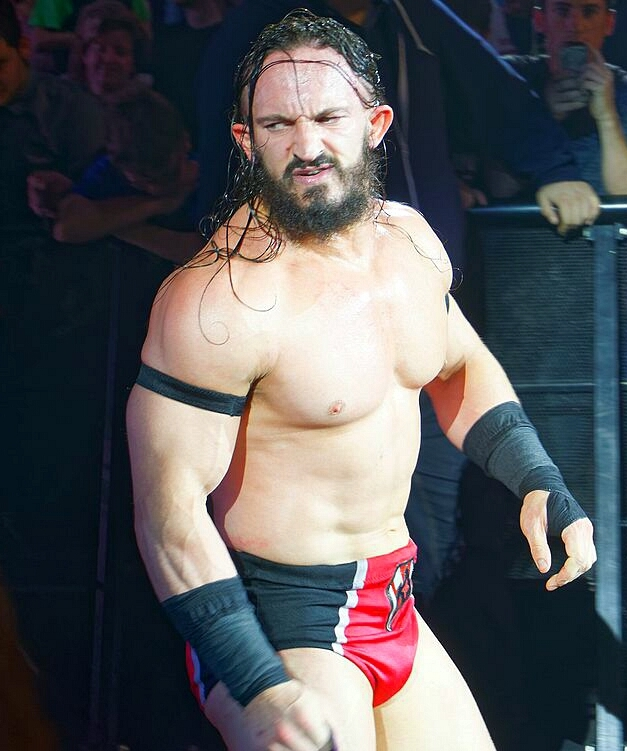
Pac

| Nome no ringue      | Nome real                 | Notas                                                                                      |
| ------------------- | ------------------------- | ------------------------------------------------------------------------------------------ |
| Aaron Solo          | Aaron Solow               |                                                                                            |
| Action Andretti     | Tyler Reber               |                                                                                            |
| Adam Cole           | Austin Jenkins            |                                                                                            |
| "Hangman" Adam Page | Stephen Woltz             |                                                                                            |
| Alex Reynolds       | Alex Zikos                |                                                                                            |
| Angelo Parker       | Jeffrey Parker            |                                                                                            |
| Angélico            | Adam Bridle               | Comentarista de língua espanhola                                                           |
| Anthony Bowens      | Anthony Bowens            | Campeão Mundial de Trios                                                                   |
| Anthony Ogogo       | Anthony Ogogo             |                                                                                            |
| AR Fox              | Thomas Ballester          |                                                                                            |
| Ariya Daivari       | Ariya Daivari             | Treinador                                                                                  |
| Austin Gunn         | Austin Sopp               |                                                                                            |
| Bandido             | Não divulgado             |                                                                                            |
| The Beast Mortos    | Não divulgado             |                                                                                            |
| Big Bill            | William Morrissey         | [ 44 ]                                                                                     |
| Billy Gunn          | Monty Sopp                | Treinador                                                                                  |
| Bishop Kaun         | Jasper Kange              |                                                                                            |
| The Blade           | Jesse Guilmette           |                                                                                            |
| Bobby Lashley       | Franklin Lashley          | Campeão Mundial de Duplas                                                                  |
| Brandon Cutler      | Brandon Bogle             | Produtor executivo de conteúdo                                                             |
| Brian Cage          | Brian Button              |                                                                                            |
| Brody King          | Nathan Blauvelt           |                                                                                            |
| Bronson             | Joseph Fitzpatrick        |                                                                                            |
| Bryan Danielson     | Bryan Danielson           | Hall da fama da ROH Produtor                                                               |
| Bryan Keith         | Bryan Keith               |                                                                                            |
| Buddy Matthews      | Matthew Adams             |                                                                                            |
| The Butcher         | Andrew Williams           |                                                                                            |
| Carlie Bravo        | Não divulgado             |                                                                                            |
| Cash Wheeler        | Daniel Wheeler            |                                                                                            |
| Chris Jericho       | Christopher Irvine        | Campeão Mundial da ROH Treinador Consultor criativo                                        |
| Christian Cage      | William Reso              | Detentor do contrato Casino Gauntlet                                                       |
| Claudio Castagnoli  | Claudio Castagnoli        | Campeão Mundial de Trios                                                                   |
| Cole Karter         | Cole McKinney             |                                                                                            |
| Colt Cabana         | Scott Colton              | Treinador                                                                                  |
| Colten Gunn         | Colten Sopp               |                                                                                            |
| Cope                | Adam Copeland             |                                                                                            |
| Danhausen           | Donovan Danhausen         |                                                                                            |
| Daniel Garcia       | Daniel Garcia             | Campeão TNT                                                                                |
| Dante Martin        | Dante Martin              |                                                                                            |
| Darby Allin         | Samuel Ratsch             |                                                                                            |
| Darius Martin       | Darius Martin             |                                                                                            |
| Dax Harwood         | David Harwood             |                                                                                            |
| Dralístico          | Carlos Muñoz González     |                                                                                            |
| Dustin Rhodes       | Dustin Runnels            | Campeão Mundial de Duplas da ROH Campeão Mundial de Trios da ROH Produtor                  |
| Dutch               | William Carr              |                                                                                            |
| Eddie Kingston      | Edward Moore              | Inativo; LCA e menisco rompidos                                                            |
| E. J. Nduka         | Ezekwesiri Nduka Jr.      |                                                                                            |
| Evil Uno            | Nicolas Dansereau         |                                                                                            |
| Griff Garrison      | Garrett Griffith          |                                                                                            |
| Hologram            | Não divulgado             |                                                                                            |
| Hook                | Tyler Senerchia           |                                                                                            |
| Isiah Kassidy       | Isiah Kassidy             |                                                                                            |
| Jack Perry          | Jack Perry                |                                                                                            |
| Jay Lethal          | Jamar Shipman             |                                                                                            |
| Jay White           | Jamie White               |                                                                                            |
| Jeff Jarrett        | Jeffrey Jarrett           | Diretor de Desenvolvimento de Negócios                                                     |
| John Silver         | John Silver               |                                                                                            |
| Johnny TV           | John Hennigan             |                                                                                            |
| Jon Moxley          | Jonathan Good             | Campeão Mundial                                                                            |
| Josh Woods          | Joshua Woods              |                                                                                            |
| Juice Robinson      | Joseph Robinson           |                                                                                            |
| Katsuyori Shibata   | Katsuyori Shibata         |                                                                                            |
| Kazuchika Okada     | Kazuchika Okada           | Campeão Continental                                                                        |
| Keith Lee           | Keith Lee                 | Inativo; lesão não revelada                                                                |
| Kenny Omega         | Tyson Smith               | Campeão Internacional Vice-presidente executivo                                            |
| Killswitch          | Austin Matelson           |                                                                                            |
| Kip Sabian          | Simon Kippen              |                                                                                            |
| Komander            | Não divulgado             | Campeão Mundial Televisivo da ROH                                                          |
| Konosuke Takeshita  | Konosuke Takeshita        |                                                                                            |
| Kota Ibushi         | Kota Ibushi               | Inativo; cirurgia no tornozelo                                                             |
| Kyle Fletcher       | Kyle Fletcher             |                                                                                            |
| Kyle O'Reilly       | Kyle Greenwood            |                                                                                            |
| Lance Archer        | Lance Hoyt                |                                                                                            |
| Lee Johnson         | Lee Johnson               |                                                                                            |
| Lee Moriarty        | Julian Moriarty           |                                                                                            |
| Mark Briscoe        | Mark Pugh                 | Hall da fama da ROH                                                                        |
| Mark Davis          | Davis Passwood            |                                                                                            |
| Marq Quen           | DeQuentin Redden          |                                                                                            |
| Matthew Jackson     | Matthew Massie            | Vice-presidente executivo                                                                  |
| Matt Menard         | Matthew Menard-Lee        | Comentarista                                                                               |
| Matt Sydal          | Matthew Korklan           |                                                                                            |
| Matt Taven          | Matthew Marinelli         |                                                                                            |
| Max Caster          | Max Caster                |                                                                                            |
| Mike Bailey         | Émile Baillargeon-Laberge | [ 81 ]                                                                                     |
| Mike Bennett        | Michael Bennett           |                                                                                            |
| MJF                 | Maxwell Friedman          |                                                                                            |
| MVP                 | Alvin Burke               |                                                                                            |
| Nick Comoroto       | Nicholas Comoroto         |                                                                                            |
| Nicholas Jackson    | Nicholas Massie           | Vice-presidente executivo                                                                  |
| Nick Wayne          | Nicholas Wayne            |                                                                                            |
| Orange Cassidy      | James Cipperly            | Treinador                                                                                  |
| Ortiz               | Miguel Molina             |                                                                                            |
| Pac                 | Benjamin Satterly         | Campeão Mundial de Trios                                                                   |
| Parker Boudreaux    | Parker Boudreaux          |                                                                                            |
| Peter Avalon        | Peter Hernandez           |                                                                                            |
| Powerhouse Hobbs    | William Hobson            |                                                                                            |
| Preston Vance       | Cody Vance                |                                                                                            |
| Rocky Romero        | John Rivera               | Coach                                                                                      |
| Roderick Strong     | Christopher Lindsey       |                                                                                            |
| Rush                | William Muñoz González    |                                                                                            |
| Sammy Guevara       | Samuel Guevara            |                                                                                            |
| Samoa Joe           | Nuufolau Seanoa           | Hall da fama da ROH                                                                        |
| Satnam Singh        | Satnam Bhamara            |                                                                                            |
| Scorpio Sky         | Schuyler Andrews          |                                                                                            |
| Serpentico          | Jonathan Cruz Rivera      | Comentarista de língua espanhola Treinador Também luta sob os nomes de Ben Dejo e Jon Cruz |
| Shane Taylor        | Mark Shepherd             |                                                                                            |
| Shawn Dean          | Shawn McBride             | Coordenador de extras                                                                      |
| Shelton Benjamin    | Shelton Benjamin          | Campeão Mundial de Duplas                                                                  |
| Stu Grayson         | Marc Dionne               |                                                                                            |
| Swerve Strickland   | Stephon Strickland        |                                                                                            |
| Toa Liona           | Bruce Leaupepe            |                                                                                            |
| Tony Nese           | Anthony Nese              |                                                                                            |
| Trent Beretta       | Gregory Marasciulo        |                                                                                            |
| Vincent             | Vincent Marseglia         |                                                                                            |
| Wardlow             | Michael Wardlow           |                                                                                            |
| Wheeler Yuta        | Paul Gruber               | Campeão Mundial de Trios                                                                   |
| Will Ospreay        | William Ospreay           |                                                                                            |
| Zak Knight          | Zak Bevis                 |                                                                                            |

### Divisão Feminina

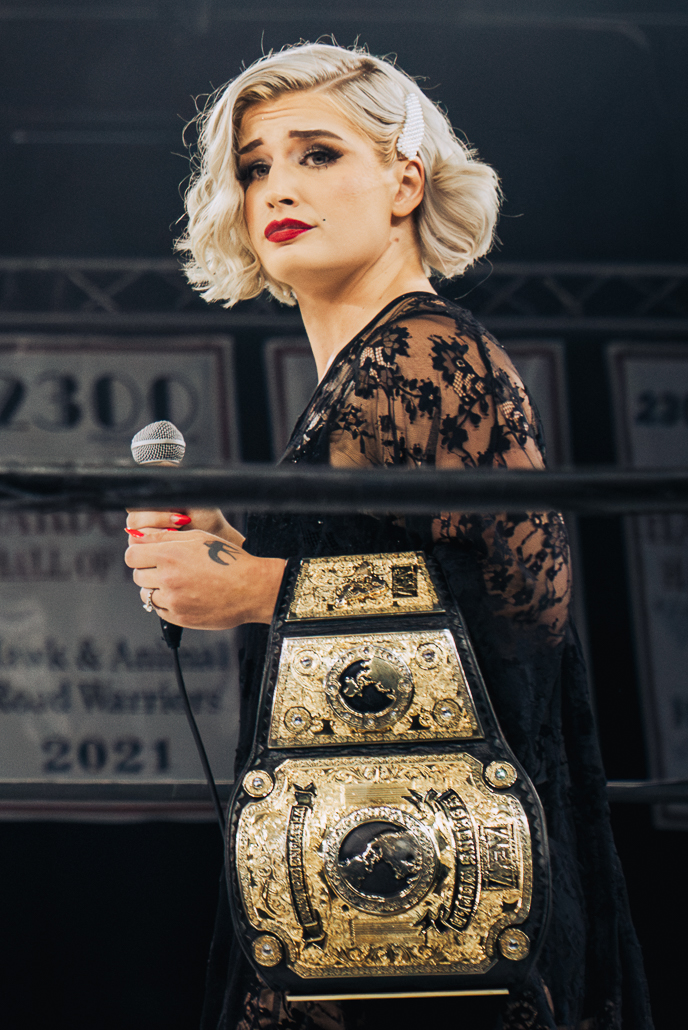
"Timeless" Toni Storm

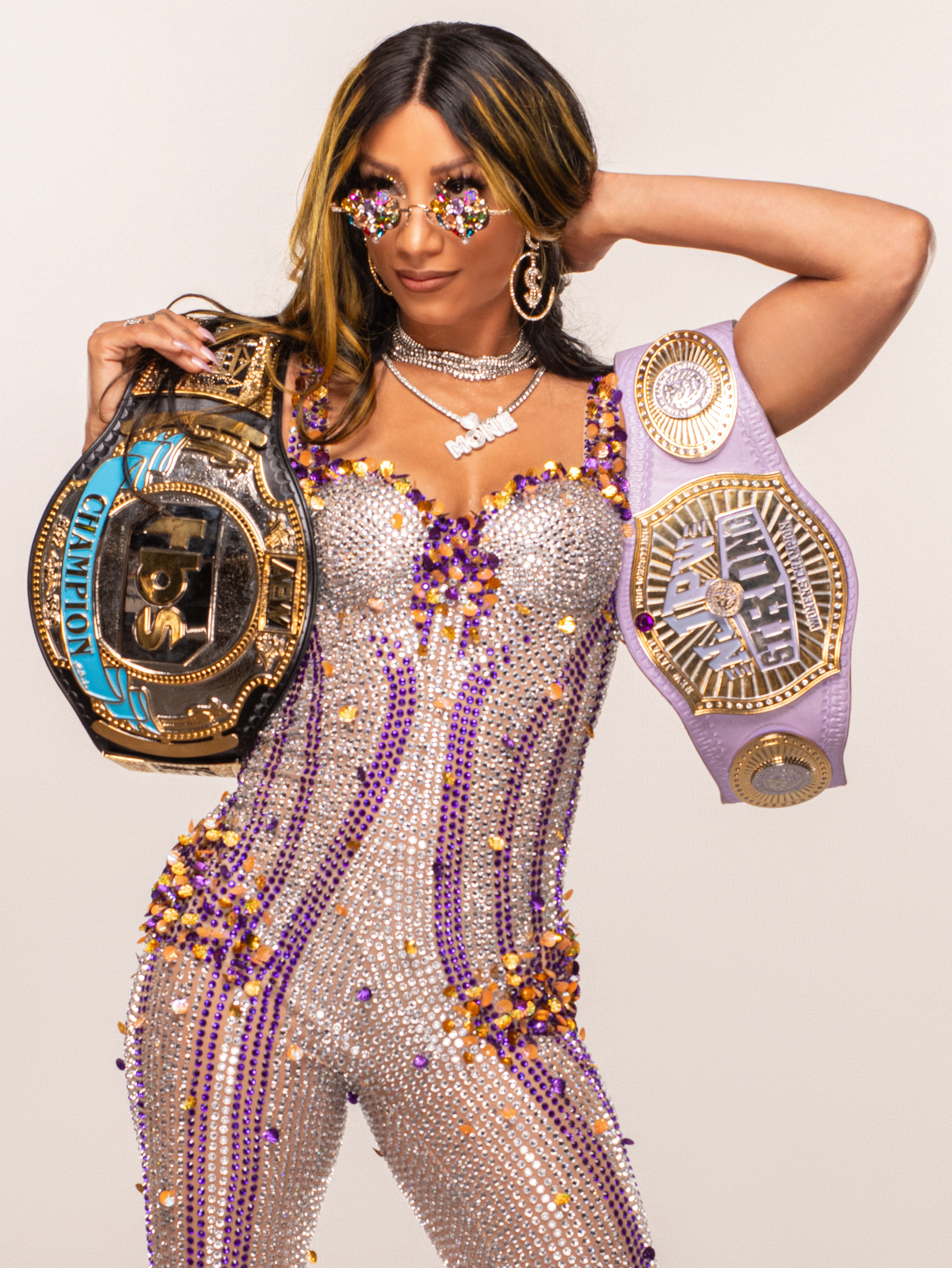
Mercedes Moné

| Nome no ringue          | Nome real                 | Notas                                             |
| ----------------------- | ------------------------- | ------------------------------------------------- |
| Anna Jay                | Anna Jernigan             |                                                   |
| Athena                  | Adrienne Reese            | Campeã Mundial Feminina da ROH                    |
| Billie Starkz           | Lillian Bridget           |                                                   |
| Deonna Purrazzo         | Deonna Purrazzo           |                                                   |
| Diamanté                | Priscilla Zuniga          |                                                   |
| Dr. Britt Baker, D.M.D. | Brittany Baker            |                                                   |
| The Bunny               | Laura Dennis              |                                                   |
| Emi Sakura              | Emi Motokawa              |                                                   |
| Harley Cameron          | Dannielle Vidot           |                                                   |
| Hikaru Shida            | Hikaru Shida              |                                                   |
| Jamie Hayter            | Paige Wooding             |                                                   |
| Julia Hart              | Julia Hart                |                                                   |
| Kamille                 | Kailey Latimer            |                                                   |
| Kiera Hogan             | Kiera Hogan               | Inativa; lesão no ombro                           |
| Kris Statlander         | Kristen Stadtlander       |                                                   |
| Leila Grey              | Catherine Guzman          |                                                   |
| Leyla Hirsch            | Leyla Hirsch              |                                                   |
| Madison Rayne           | Ashley Lomberger          | Treinadora                                        |
| Marina Shafir           | Marina Shafir             | [ 98 ]                                            |
| Megan Bayne             | Megan Bayne               |                                                   |
| Mercedes Martinez       | Jazmin Benitez            |                                                   |
| Mercedes Moné           | Mercedes Kaestner-Varnado | Campeã TBS Campeã Britânica Feminina Indiscutível |
| Mina Shirakawa          | Mina Shirakawa            |                                                   |
| Nyla Rose               | Não divulgado             |                                                   |
| Penelope Ford           | Olivia Hasler             |                                                   |
| Rebel                   | Tanea Brooks              | Artista de cabelo e maquiagem                     |
| Red Velvet              | Stephanie Cardona         |                                                   |
| Riho                    | Desconhecido              | Inativa; fratura de braço                         |
| Ruby Soho               | Dori Prange               | Inativa; licença maternidade                      |
| Serena Deeb             | Serena Deeb               | Treinadora                                        |
| Skye Blue               | Skye Dolecki              | Inativa; tornozelo quebrado                       |
| Tay Melo                | Taynara Guevara           |                                                   |
| Taya Valkyrie           | Kira Magnin-Forster       |                                                   |
| Thekla                  | Thekla Kaischauri         |                                                   |
| Thunder Rosa            | Melissa Cervantes         |                                                   |
| Toni Storm              | Toni Rossall              | Campeã Mundial Feminina                           |
| Willow Nightingale      | Danielle Paultre          |                                                   |
| Viva Van                | Victoria Tran             |                                                   |
| Yuka Sakazaki           | Yuka Sakazaki             |                                                   |

### Outros funcionários no ar
| Nome no ringue                  | Nome real          | Notas |
| ------------------------------- | ------------------ | --- |
| Alex Abrahantes                 | Alex Abrahantes    | Gerente do Death Triangle Comentarista na língua espanhola                                                                             |
| Don Callis                      | Donald Callis      | Gerente da The Don Callis Family Consultor de bastidores                                                                               |
| Jake “The Snake” Roberts        | Aurelian Smith Jr. | Gerente de La Facción Ingobernable Treinador                                                                                           |
| Karen Jarrett                   | Karen Jarrett      | Valet de Jeff Jarrett, Jay Lethal, Sonjay Dutt e Satnam Singh Lutadora ocasional                                                       |
| "Smart" Mark Sterling           | Mark Rattelle      | Gerente do The Varsity Athletes Lutador ocasional                                                                                      |
| Mother Wayne                    | Shayna Wayne       | Valet do The Patriarchy |
| Mr. Brodie "Negative 1" Lee Jr. | Brodie Huber       | Estagiário |
| Paul Wight                      | Paul Wight II      | Membro do Conselho de Administração da ROH Lutador ocasional                                                                           |
| Prince Nana                     | Nana Osei Bandoh   | Gerente de Swerve Strickland |
| Sonjay Dutt                     | Retesh Bhalla      | Gerente de Jay Lethal, Jeff Jarrett, Karen Jarrett e Satnam Singh Vice-presidente de Produção e Coordenação Criativa Lutador ocasional |
| Stokely Hathaway                | Stokely Hathaway   | Gerente do The Firm |

## Árbitros

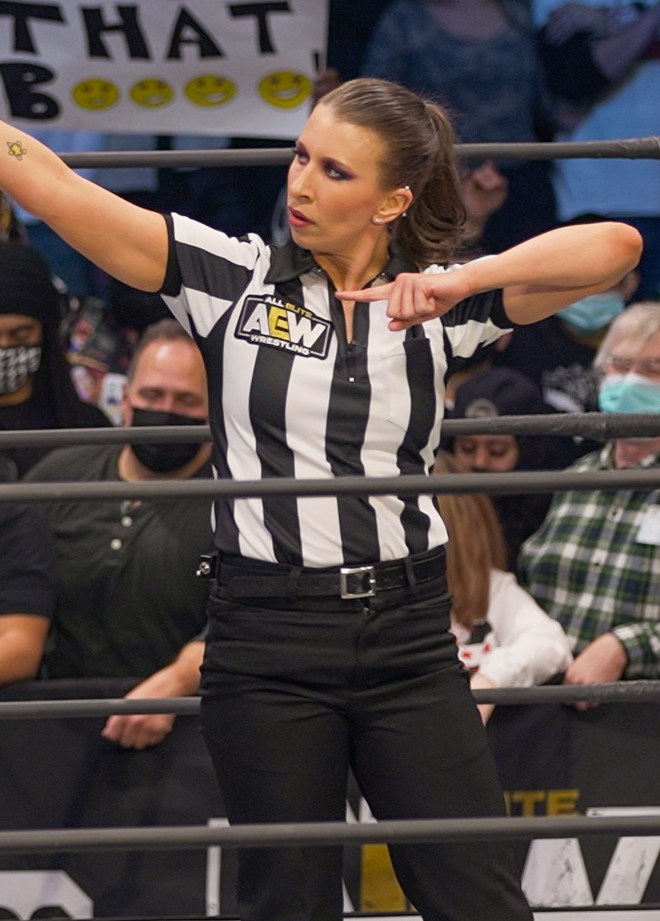
Aubrey Edwards

| Nome no ringue | Nome real       | Notas                                                        |
| -------------- | --------------- | ------------------------------------------------------------ |
| Aubrey Edwards | Brittany Aubert | Co-apresentadora do AEW Unrestricted Coordenadora de projeto |
| Bryce Remsburg | Bryce Remsburg  | Coordenador de viagens                                       |
| Mike Posey     | Michael Posey   |                                                              |
| Paul Turner    | Paul Turner     | Árbitro sênior                                               |
| Rick Knox      | Richard Knox    |                                                              |
| Stephon Smith  | Stephon Smith   | [ 134 ]                                                      |

## Equipe de transmissão

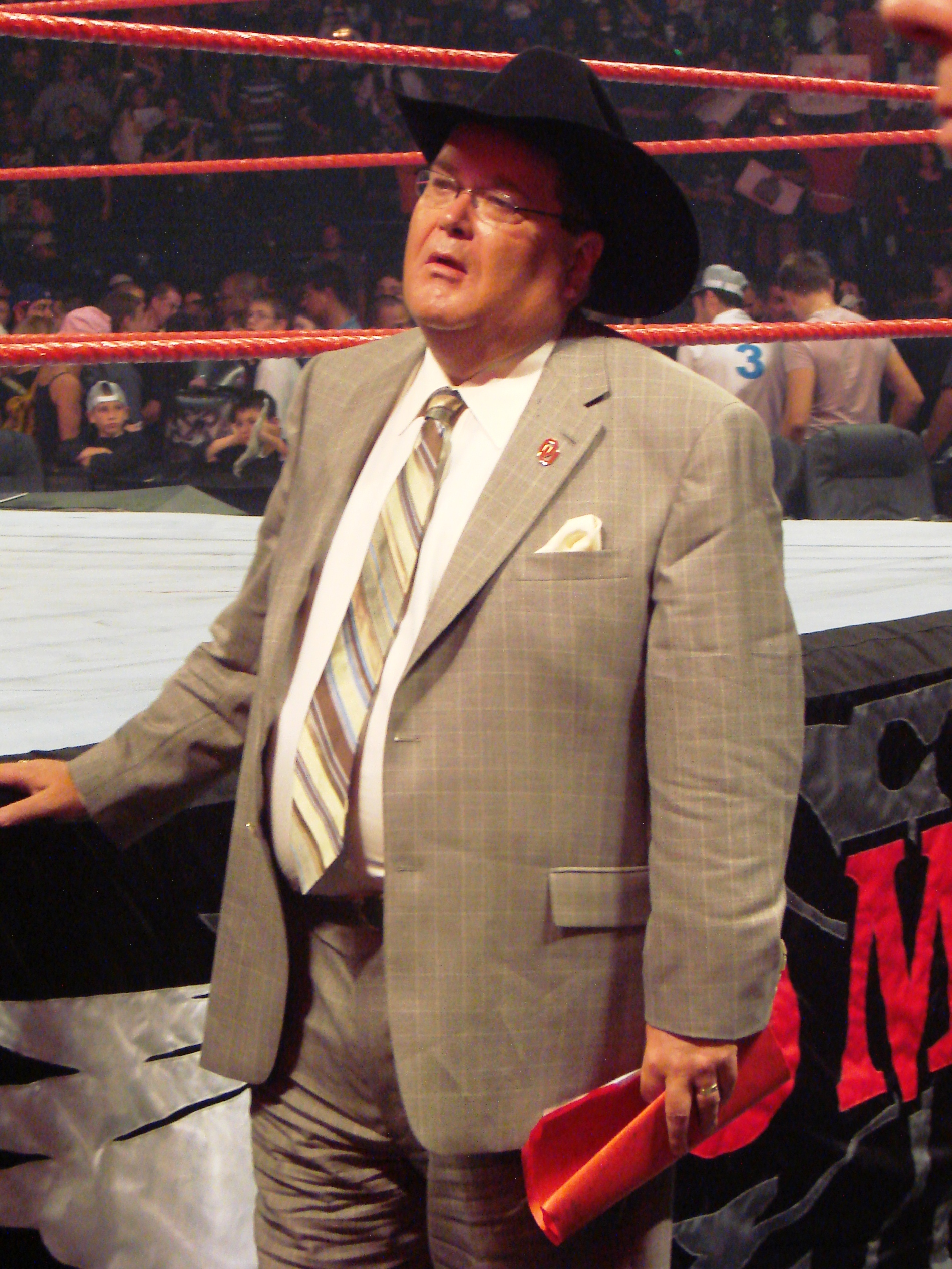
Jim Ross

| Nome no ringue    | Nome real         | Notas                                                                                               |
| ----------------- | ----------------- | --------------------------------------------------------------------------------------------------- |
| Alain Mistrangélo | Alain Mistrangélo | Comentarista de língua francesa                                                                     |
| Alex Marvez       | Alex Marvez       | Entrevistador de bastidores                                                                         |
| Dasha Gonzalez    | Dasha Kuret       | Comentarista de língua espanhola Entrevistadora de bastidores Locutora de ringue Lutadora ocasional |
| Excalibur         | Marc Letzmann     | Comentarista Gerente de marketing                                                                   |
| Günter Zapf       | Günter Zapf       | Comentarista de língua alemã                                                                        |
| Jim Ross          | James Ross        | Comentarista Consultor sênior                                                                       |
| Justin Roberts    | Justin Roberts    | Locutor de ringue                                                                                   |
| Lexy Nair         | Alexandra Nair    | Entrevistador de bastidores Apresentador do Outside The Ring                                        |
| Mark Henry        | Mark Henry        | Comentarista Treinador Caçador de talentos                                                          |
| Mike Ritter       | Micheal Ritter    | Comentarista de língua alemã                                                                        |
| Norbert Feuillan  | Norbert Feuillan  | Comentarista de língua francesa                                                                     |
| Renee Paquette    | Renee Good        | Entrevistador de bastidores                                                                         |
| Ricardo Rodriguez | Jesús Rodríguez   | Comentarista de língua espanhola                                                                    |
| Taz               | Peter Senerchia   | Comentarista                                                                                        |
| Tony Schiavone    | Noah Schiavone    | Comentarista Co-anfitrião do AEW Unrestricted Produtor sênior                                       |

## Treinadores (produtores)
| Nome no ringue | Nome real         | Notas                                          |
| -------------- | ----------------- | ---------------------------------------------- |
| Chuck Taylor   | Dustin Howard     | [ 149 ]                                        |
| Dean Malenko   | Dean Simon        | Produtor sênior                                |
| Jerry Lynn     | Jeremy Lynn       | [ 151 ]                                        |
| Pat Buck       | Patrick Buckridge | Vice-presidente de desenvolvimento de talentos |

## Staff corporativo

### Vice-presidentes
| Nome                                | Notas                 |
| ----------------------------------- | --------------------- |
| Chris Harrington                    | Estratégia de negócio |
| Christopher Daniels (Daniel Covell) | Treinador             |
| Kevin Sullivan                      | Pós-produção          |
| Nik Sobic                           | Operações comerciais  |

### Executivos
| Nome             | Notas                                         |
| ---------------- | --------------------------------------------- |
| Amanda Huber     | Agente de divulgação da comunidade            |
| Chad Glenn       | Diretor de Finanças                           |
| Dana Massie      | Diretor de marketing Diretor de merchandising |
| Faisal Nawaz     | Diretor Executivo                             |
| Margaret Stalvey | Coordenadora jurídico                         |
| Mark Caplan      | Chefe de licenciamento e merchandising        |
| Shane Emerson    | Chefe de programação global e parcerias       |